# Stratford Canning, I visconte di Stratford de Redcliffe
Stratford Canning (4 novembre 1786 – 14 agosto 1880) è stato un diplomatico e politico britannico, a lungo ambasciatore a Istanbul.

## Biografia
Ultimogenito di un mercante irlandese e cugino del primo ministro George Canning, studiò a Eton e al King’s College di Cambridge.
Nel 1807 entra al Foreign Office e dopo una prima missione in Danimarca, diventa plenipotenziario a Istanbul e in Svizzera.

## La carriera diplomatica
Nell'ottobre 1815 durante il Congresso di Vienna viene nominato consigliere del visconte Castlereagh, il rappresentante britannico.
Inviato come plenipotenziario negli Stati Uniti, nel 1820 viene nominato membro del Consiglio privato di Sua Maestà e nel 1823 torna a Londra.
Nominato ambasciatore britannico a Istanbul, durante la guerra d'indipendenza greca a causa di contrasti col primo ministro Lord Aberdeen, si dimette.
Tornato in patria, Canning entra nella Camera dei Comuni ma con il ritorno al potere dei Whig e di Lord Palmerston alla guida del Foreign Office decide di tornare in diplomazia.
Fu nuovamente nominato ambasciatore a Istanbul ma, a causa di contrasti con Lord Palmerston sulla nomina diOttone, principe di Baviera a re di Grecia, lascia l'incarico. Nominato ambasciatore a San Pietroburgo non poté prendere servizio in quanto lo zar Nicola I di Russia si rifiutò di riceverlo.
Ancora una volta tornò a Istanbul dove ricoprì la carica di ambasciatore dal 1842 al 1852.

## Vita privata

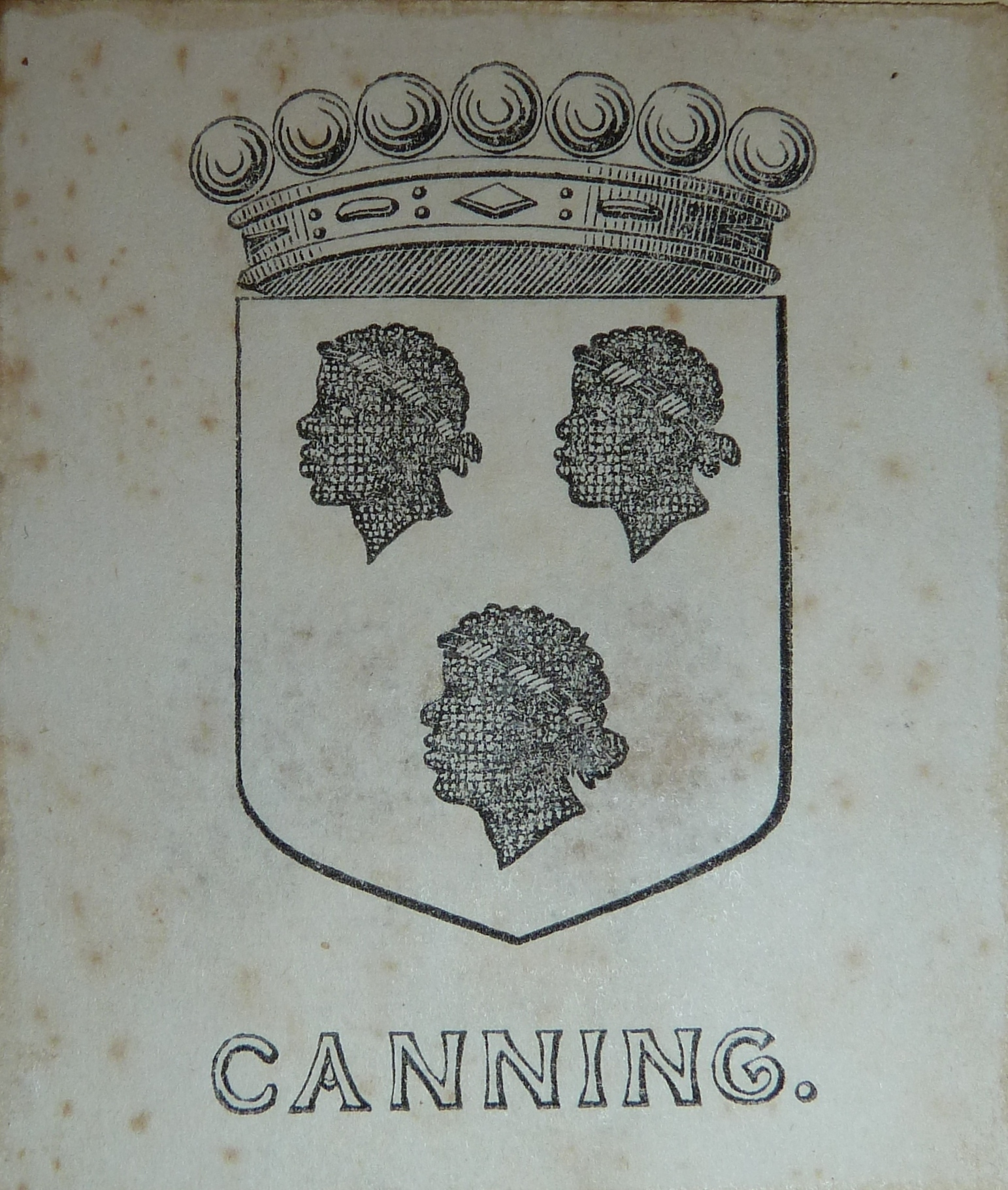
Ex libris

Lord Stratford è stato sposato due volte. La prima moglie morì a soli 27 anni nel febbraio 1817. In secondo nozze sposò Eliza Charlotte Alexander (1805–1882) dalla quale ebbe cinque figli:
- Louisa Charlotte Canning (1828–1908)
- George Stratford Canning (1832–1878)
- Catherine Jane Canning (1835–1884)
- Mary Elizabeth Canning (1837–1905)

Tutti e cinque i suoi figli morirono senza essersi sposati e dunque alla morte di Lord Stratford nel 1880 il suo titolo si estinse. È sepolto nel cimitero di Frant, nel Sussex.

## Opere
- Shadows of the past, Londra, 1865
- Why am I a Christian?, 1873,
- Alfred the Great in Athelnay, 1876